# Museumpark

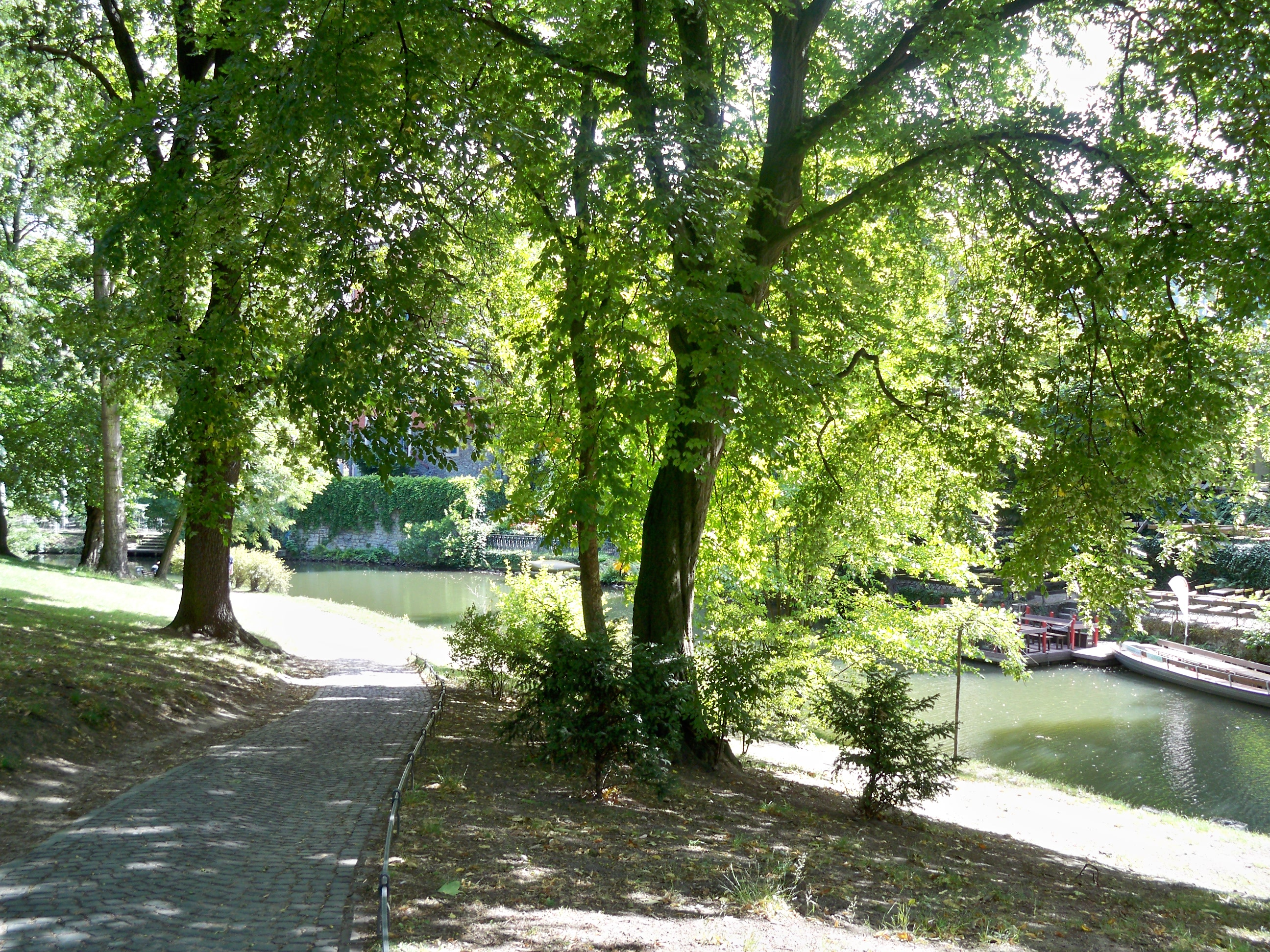
Blick auf Park und Umflutgraben

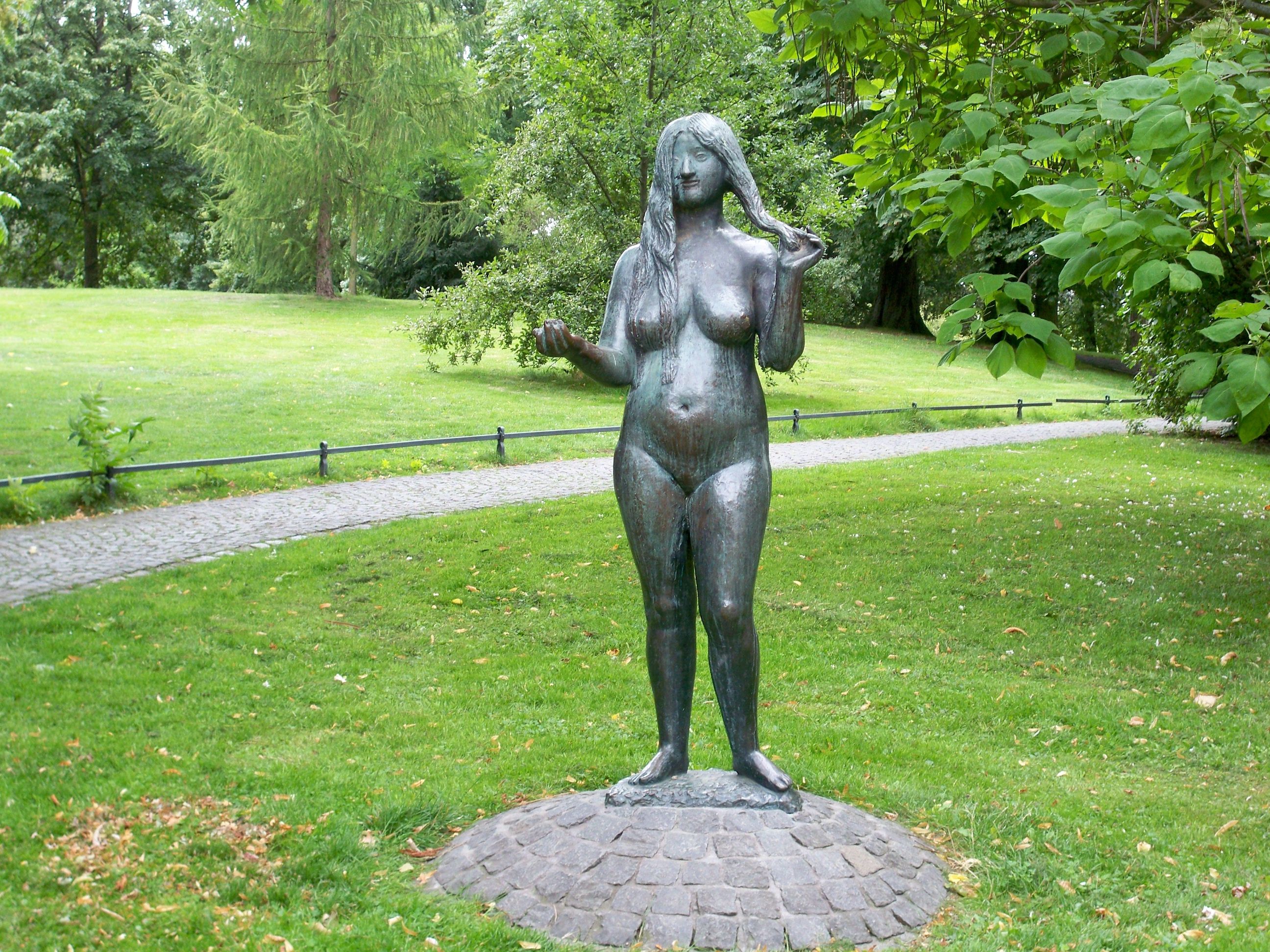
Die Thüringer Venus von Gerhard Marcks

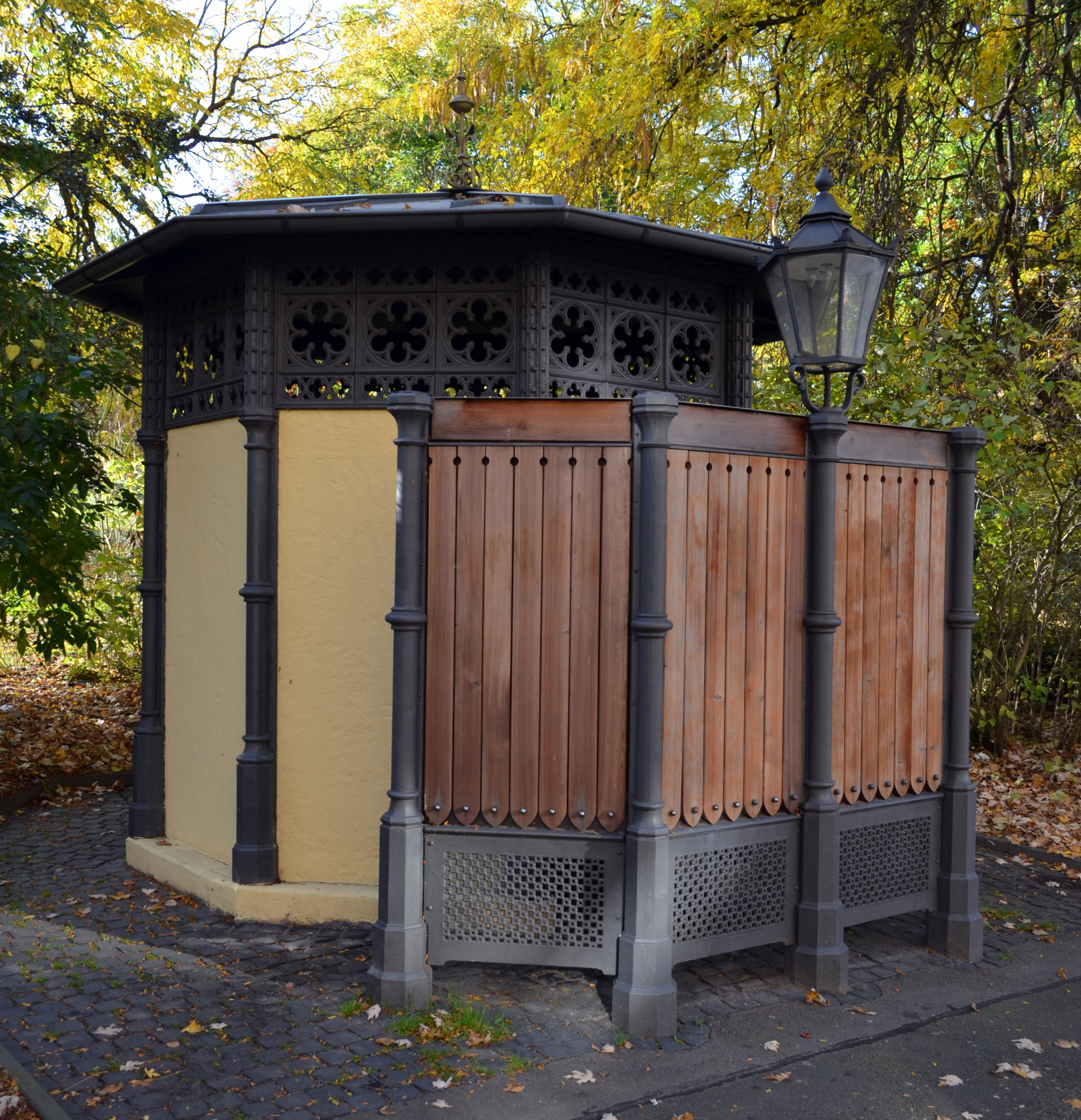
Denkmalgeschütztes Pissoir aus dem Jahre 1896 auf der Nordseite des Parks. Das Bauwerk wurde 2012 restauriert.

Der Museumpark (gelegentlich auch Museumspark) ist eine Parkanlage in der Stadt Braunschweig.

## Geographie und Ausstattung
Der Museumpark liegt im Osten der Innenstadt von Braunschweig, die durch die Umflutgraben der Oker umschlossen wird. Er ist 4,81 Hektar groß. Im Osten grenzt der Museumpark an den Östlichen Umflutgraben. Nördlich des Parks befindet sich jenseits der Straße „Am Theater“ das Staatstheater Braunschweig. Im Westen begrenzt die Straße „Magnitorwall“ den Park. Im Süden liegt das namensgebende Herzog Anton Ulrich-Museum. Eine Unterführung östlich des Theaters verbindet den Park mit dem Theaterpark.
Der Museumpark zeichnet sich durch einen teils lockeren, teils dichteren Baumbewuchs aus. Darunter sind zahlreiche Arten, die in Deutschland nicht heimisch sind. Im Südosten des Parks liegt ein ehemaliger Ravelin, der mit 80 Metern über Normalhöhennull der höchste Geländepunkt im Park ist und damit rund elf Meter über dem Niveau des Umflutgrabens liegt. Weitere Hügel sind 78 und 76 Meter hoch. Die 1930 von Gerhard Marcks geschaffene Statue Thüringer Venus befindet sich seit 2007 am nordwestlichen Eingang zum Park, in der Nähe des Großen Hauses und des Kleinen Hauses des Staatstheaters; sie stand zuvor im Schlosspark. Im Südwesten des Parks befindet sich ein Kinderspielplatz. Am Nordrand des Parks steht ein öffentliches Pissoir mit achteckigen Grundriss und Dachreiter vom Ende des 19. Jahrhunderts.

## Geschichte
Der Museumpark liegt im Bereich des ehemaligen Bollwerks Ulrich, das Bestandteil der Braunschweiger Wallanlagen war. Zu Beginn des 19. Jahrhunderts wurden diese Festungsanlagen in Promenaden umgestaltet. Um 1800 hatte die Herzogin und regierende Fürstin Augusta der Allgemeinheit die ehemaligen Bollwerke Anton und Ulrich am Östlichen Umflutgraben der Oker zur Verfügung gestellt. Der Gartenarchitekt Johann George Gottlieb Schoch, der Teile des Wörlitzer Parks gestaltet hatte, wurde mit der Planung beauftragt. Unter seiner Leitung entstand der „Herzogin Garten“, auch „Fürstlicher Park“ bzw. „Herzoglicher Park“ genannt, der erste Braunschweiger Park im Stil der Frühromantik. Auf der Ostseite des Umflutgrabens entstand als Teil des Parks der „Herzogliche Küchengarten“. Nach dem Fortzug der Herzogin 1805 vollendete Peter Joseph Krahe die Parkanlage. Das Gelände war unter anderem in bewaldete Hügel und flache Grasflächen gegliedert und wies eine Vielzahl fremdländischer Gehölze auf. An mehreren Stellen des Parks wurden Wirtschaftsgebäude errichtet, die in romantisierender Form den Zusammenhang von Ästhetik und Nutzen darstellen sollten, so ein Gartenhaus von Krahe und eine Eremitage in einem unterirdischen Natursteingewölbe. Im Park gab es mehrere Sichtachsen. So konnte man vom Parkeingang am „Steintor“ den Obelisken am „Löwenwall“ sehen. In der Parkmitte befand sich ein großes Blumenoval. Dort entstand ab 1858 das Staatstheater, so dass der Park in zwei Teile getrennt wurde. Der nördliche Park wurde fortan Theaterpark genannt. Der südliche Teil wurde 1883 durch den Bau des Herzog-Anton-Ulrich-Museums am Südrand des Parks verkleinert und in der Folge als Museumpark bezeichnet. Der „Herzogliche Küchengarten“ wurde zugunsten einer Wohnbebauung aufgegeben.
1949 wurden die Eremitage und das Krahe’sche Gartenhaus abgerissen. An ihrer Stelle entstand später ein Kinderspielplatz. Seit 1959 steht im Park die Schillereiche. 
1995 setzte man weitere Ideen von Schoch um, erneuerte den Eingang am Steintor und stellte Sichtbeziehungen wieder her. 2008 wurde mit der Erstellung eines Erweiterungsbaus des Museums begonnen und damit das Parkgelände erneut verkleinert.